# Sasaki Hiroki
Sasaki Hiroki (佐々木 宏樹 Sasaki Hiroki, sinh ngày 17 tháng 7 năm 1993) là một cầu thủ bóng đá người Nhật Bản. Anh thi đấu cho Fujieda MYFC.

## Sự nghiệp
Sasaki Hiroki gia nhập câu lạc bộ J3 League Fujieda MYFC năm 2016.